# Parma Associazione Sportiva 1938-1939
Questa voce raccoglie le informazioni riguardanti il Parma Associazione Sportiva nelle competizioni ufficiali della stagione 1938-1939.

## Stagione
Nel campionato di Serie C i crociati hanno raggiunto il quinto posto nel girone B, con 30 punti in classifica, mancando l'accesso ai gironi finali validi per la promozione in cadetteria. In Coppa Italia, dopo aver superato il Carpi nella fase di qualificazione riservata alle compagini di Serie C, i ducali sono stati estromessi al primo turno eliminatorio dagli storici rivali della Reggiana, vittoriosi ai supplementari. 
Per questa stagione i dirigenti crociati riaffidano la squadra ad un allenatore di scuola "danubiana" Pál Szalay che rivitalizza il Parma grazie ad un attacco interamente rinnovato, con otto reti Angelo Gardini risulterà il miglior realizzatore di stagione. In campionato non si riesce a tenere il passo dei cugini rivali della Reggiana che vincono il torneo, senza centrare la promozione nel girone finale. Dopo alcune stagioni ridiventa un fortino, senza subire sconfitte lo Stadio Tardini, che in questi anni tragici è chiamato Polisportivo Walter Bianchi, con nove vittorie e quattro pareggi interni, proprio come i granata reggiani che hanno però fatto meglio dei crociati in trasferta, legittimando il primato del girone con 37 punti, davanti alla Cremonese con 35 punti.

## Rosa
| N. |                   | Ruolo | Calciatore               |
| -- | ----------------- | ----- | ------------------------ |
|    | Italia (bandiera) | A     | Edos Barbini             |
|    | Italia (bandiera) | C     | Mario Bocchi             |
|    | Italia (bandiera) | C     | Mario Bonini             |
|    | Italia (bandiera) | A     | Gino Cappelli            |
|    | Italia (bandiera) | D     | Lanfranco Catuzzi        |
|    | Italia (bandiera) | C     | Cesare Augusto Fasanelli |
|    | Italia (bandiera) | D     | Nello Filippelli         |
|    | Italia (bandiera) | A     | Angelo Gardini           |
|    | Italia (bandiera) | D     | Dante Guagnetti          |

| N. |                    | Ruolo | Calciatore          |
| -- | ------------------ | ----- | ------------------- |
|    | Italia (bandiera)  | A     | Emilio Mantovani    |
|    | Italia (bandiera)  | D     | Augusto Ponticelli  |
|    | Italia (bandiera)  | A     | Augusto Sacchi      |
|    | Italia (bandiera)  | C     | Galliano Setti      |
|    | Italia (bandiera)  | P     | Giacobbe Testi      |
|    | Italia (bandiera)  | C     | Giovanni Todeschini |
|    | Uruguay (bandiera) | D     | Ulisse Uslenghi     |
|    | Italia (bandiera)  | A     | Paolo Viganò        |
|    | Italia (bandiera)  | P     | Alberto Viglioli    |

## Risultati

### Girone di andata
| Arbitro: | De Benedictis (Padova) |

|            |           |  |
| Sacchi 67’ | Marcatori |  |

| Arbitro: | Candela (Genova) |

|          |           |                        |
| Gemo 46’ | Marcatori | 52’ Gardini 67’ Sacchi |

| Arbitro: | Francini (Viareggio) |

|                                              |           |           |
| Guagnetti 54’ (rig.) Barbini 60’ Gardini 75’ | Marcatori | 32’ Righi |

| Arbitro: | Camisasca (Milano) |

|                  |           |  |
| Art. Benelli 46’ | Marcatori |  |

| Arbitro: | Tassini (Verona) |

|                         |           |  |
| Gardini 19’ Barbini 70’ | Marcatori |  |

| Arbitro: | Ferrari (Vicenza) |

|             |           |  |
| Vergani 35’ | Marcatori |  |

| Arbitro: | Baracchi (Firenze) |

|                          |           |  |
| Mantovani 42’ Viganò 50’ | Marcatori |  |

| Arbitro: | Pasturenti (Voghera) |

|             |           |            |
| Rebosio 40’ | Marcatori | 81’ Sacchi |

| Arbitro: | Venutti (Trieste) |

|                                |           |  |
| Gardini 46’, 88’ Mantovani 64’ | Marcatori |  |

| Arbitro: | Leoni (Milano) |

|               |           |  |
| Ferrari I 26’ | Marcatori |  |

| Arbitro: | Sorbi (Genova) |

|                                        |           |            |
| Buzzoni 11’ (rig.) 36’ Parvis 33’, 70’ | Marcatori | 21’ Sacchi |

| Parma 1º gennaio 1939 12ª giornata | Parma              | 0 – 0 | Cantù | Stadio Ennio Tardini\| Arbitro: \| Cappelli (Trieste) \| |
| Arbitro:                           | Cappelli (Trieste) |       |       |                                                          |

| Arbitro: | Forni (Trento) |

|              |           |                          |
| Grisanti 79’ | Marcatori | 9’ Gardini 80’ Mantovani |

### Girone di ritorno
| Arbitro: | Milanone Ridor (Biella) |

|                  |           |             |
| Anastasi 3’, 13’ | Marcatori | 19’ Barbini |

| Arbitro: | Bellè (Venezia) |

|             |           |  |
| Gardini 14’ | Marcatori |  |

| Arbitro: | Ferrari (Vicenza) |

|                                |           |               |
| Forghieri 30’ Bergonzini I 53’ | Marcatori | 86’ Fasanelli |

| Parma 5 febbraio 1939 17ª giornata | Parma          | 0 – 0 | Reggiana | Stadio Ennio Tardini\| Arbitro: \| Neri (Vicenza) \| |
| Arbitro:                           | Neri (Vicenza) |       |          |                                                      |

| Arbitro: | Reggiani (Brescia) |

|              |           |  |
| Castelli 30’ | Marcatori |  |

| Arbitro: | Tiberio (Gorizia) |

|                                |           |              |
| Guagnetti 3’ (rig.) Bocchi 27’ | Marcatori | 56’ Rossetti |

| Arbitro: | Di Pasquale (Varese) |

|                        |           |                                  |
| Prata Pizzala 21’, 50’ | Marcatori | 33’, 88’ Fasanelli 57’ Guagnetti |

| Arbitro: | Masini (Genova) |

|                                       |           |             |
| Mantovani 33’ Viganò 69’ Cappelli 85’ | Marcatori | 25’ Dugnani |

| Arbitro: | Zavattaro (Casale Monferrato) |

|                   |           |  |
| Reggiani 24’, 62’ | Marcatori |  |

| Arbitro: | Galeati (Bologna) |

|              |           |            |
| Fasanelli 2’ | Marcatori | 8’ Rampini |

| Arbitro: | Venutti (Trieste) |

|                          |           |  |
| Matovani 10’ Gardini 85’ | Marcatori |  |

| Arbitro: | Magnoni (Milano) |

|              |           |            |
| Frigerio 60’ | Marcatori | 6’ Barbini |

| Arbitro: | De Benedictis (Padova) |

|                          |           |                           |
| Fasanelli 46’ Bonini 67’ | Marcatori | 2’ Frattini 42’ Marmiroli |